# Circello
Circello est une commune italienne de la province de Bénévent, dans la région Campanie.

## Histoire
D'origines préromaines Circello remonte au temps de la domination de la tribu samnite des Pentri, dont le territoire faisait partie du Samnium...
- Zone archéologique des Liguri Bebiani

## Administration
| Période                                  | Période | Identité | Étiquette | Qualité |
| ---------------------------------------- | ------- | -------- | --------- | ------- |
|                                          |         |          |           |         |
| Les données manquantes sont à compléter. |         |          |           |         |

### Communes limitrophes
Campolattaro, Castelpagano, Colle Sannita, Fragneto l'Abate, Morcone, Reino, Santa Croce del Sannio